# Bandiera di Taiwan
La bandiera nazionale della Repubblica di Cina (中華民國國旗T, zhōng huá mín guó guó qíP) è un ben noto simbolo della Repubblica di Cina, che fin dal 1945 è issata sull'isola di Taiwan.
La bandiera è composta da un campo rosso con un rettangolo blu nel cantone che reca un sole bianco con dodici raggi triangolari. Viene comunemente indicata in cinese come Cielo blu, sole bianco, ed una terra completamente rossa (青天、白日、滿地紅, qīng tiān, bái rì, măn dì hóng) per riflettere il suo aspetto. Questo disegno venne usato per la prima volta in Cina dal Kuomintang, nel 1917, e divenne la bandiera ufficiale della Repubblica di Cina nel 1928.
L'uso attuale della bandiera è controverso a causa del contenzioso sullo status politico di Taiwan. All'interno di Taiwan, la bandiera viene generalmente accettata da tutti come bandiera nazionale, ad eccezione dei sostenitori più estremi dell'indipendenza di Taiwan. Viene attivamente accettata come simbolo dai sostenitori della riunificazione cinese, come collegamento storico con la Cina continentale, mentre diversi indipendentisti taiwanesi la evitano per lo stesso motivo. Fino alla fine degli anni '90, il suo uso veniva avversato dalla Repubblica Popolare Cinese, poiché suggeriva l'esistenza in vita della Repubblica di Cina, che la RPC considera come defunta e da essa sostituita dopo la rivoluzione comunista. Comunque a partire dai primi anni del nuovo secolo, la RPC ha avuto una considerazione più favorevole nei confronti della bandiera, e inizia a giudicare il suo uso su Taiwan come simbolo di un collegamento tra l'isola e la Cina continentale, e i media della RPC hanno spesso criticato i sostenitori dell'indipendenza taiwanese per i loro tentativi di rimpiazzare la bandiera.
Anche se la bandiera della Repubblica di Cina è comunemente nota in italiano come la bandiera di Taiwan (in quanto la Repubblica di Cina viene spesso chiamata Taiwan), questo termine non viene usato comunemente in cinese, in quanto parte dell'attuale simbolismo e delle controversie, può essere compreso solo se si comprende che non è ufficialmente la "bandiera di Taiwan", ma di una repubblica che assunse l'amministrazione di Taiwan nel 1945 e vi trasferì il suo governo nel 1949. Questa distinzione è molto importante nella politica taiwanese.

## Storia

La bandiera "Cielo blu con un Sole bianco" venne disegnata da Lu Hao-tung nel 1895 e viene usata ancor oggi come bandiera di partito del Kuomintang.

Il cantone (angolo superiore sinistro) ha origine dalla bandiera "Cielo blu con un Sole bianco" (青天白日旗, qīng tiān bái rì qí) disegnata da Lu Hao-tung, un martire della rivoluzione repubblicana. Egli presentò il disegno per rappresentare l'esercito rivoluzionario all'inaugurazione della Società per la rigenerazione della Cina, una società di Hong Kong, anti-dinastia Qing, il 21 febbraio 1895. Questo disegno venne in seguito adottato come bandiera di partito del Kuomintang e come Stemma della Repubblica di Cina. La "terra rossa" (il campo della bandiera), venne aggiunta da Sun Yat-sen nell'inverno del 1906, dando alla bandiera la sua forma moderna. Anche se la bandiera nazionale della Repubblica di Cina è basata sulla bandiera di partito del Kuomintang, la stella del Kuomintang è leggermente differente in quanto ha le punte più corte. Questo dettaglio è poco noto anche tra i residenti di Taiwan.
Durante la Rivolta di Wuchang del 1911, che annunciò la repubblica, i vari eserciti rivoluzionari avevano bandiere differenti. La "Cielo blu con un Sole bianco" di Lu Hao-tung venne usata nelle province di Guangdong, Guangxi, Yunnan, e Guizhou. A Wuhan, venne usata una bandiera con 18 stelle gialle che rappresentavano le 18 divisioni amministrative di cui era composta la Cina dell'epoca. Una «bandiera dei cinque colori» (五色旗), composta da cinque strisce orizzontali che rappresentavano le cinque principali nazionalità della Cina: gli Han (rosso), i mancesi (giallo), i Mongoli (blu), gli Hui (bianco), e i Tibetani (nero), venne usata a Shanghai.

La «bandiera dei cinque colori» fu usata come bandiera nazionale dall'inizio della repubblica nel 1912 fino alla destituzione del governo dei signori della guerra nel 1928.

Quando il governo della Repubblica di Cina fu fondato, il 1º gennaio 1912, la «bandiera dei cinque colori» fu scelta come bandiera nazionale dal senato provvisorio. La "bandiera delle 18 stelle" fu adottata dall'esercito e la bandiera odierna fu adottata come insegna navale. Sun Yat-sen, comunque, non considerò appropriata la «bandiera dei cinque colori», in base al ragionamento per cui l'ordinamento orizzontale delle strisce implicava una gerarchia come quella che esisteva nel periodo dinastico.
Dopo che il presidente Yuan Shikai assunse i poteri dittatoriali nel 1913, sciogliendo l'Assemblea nazionale e mettendo fuori legge il Kuomintang, Sun Yat-sen stabilì un governo in esilio a Tokyo, ed impiegò l'attuale bandiera come bandiera nazionale della Repubblica di Cina. Egli continuò ad usare questo disegno quando il Kuomintang stabilì un governo rivale a Canton nel 1917. L'attuale bandiera divenne la bandiera nazionale ufficiale il 17 dicembre 1928, dopo che la Spedizione del Nord ebbe successo nel rovesciare il governo di Pechino, anche se la «bandiera dei cinque colori» continuò ad essere usata in modo ufficioso. Una ragione di questa discrepanza nell'uso risiedeva in preferenze regionali, per cui quest'ultima era favorita dalle autorità e dai cittadini della Cina settentrionale, mentre i cinesi meridionali, come il Cantonese Sun Yat-sen, preferivano la prima.
Durante la seconda guerra mondiale, gli invasori giapponesi stabilirono una serie di governi fantoccio che usavano bandiere dalle fogge diverse. Il Governo provvisorio della Cina, stabilito nel marzo 1938 a Nanchino, per consolidare i vari governi fantoccio, usava la «bandiera dei cinque colori». Quando nel 1940 Wang Jingwei entrò in lista per prendere il controllo del governo di Nanchino installato dai giapponesi, fece richiesta per usare la bandiera moderna, come mezzo per sfidare l'autorità del governo nazionalista di Chongqing, guidato da Chiang Kai-shek, e ponendosi come successore di diritto di Sun Yat-sen. Comunque, egli aggiunse alla bandiera uno stendardo triangolare giallo con la scritta "Pace, Anti-Comunismo, Costruzione Nazionale" (和平反共建國). Come compromesso con i giapponesi (che non volevano assolutamente usare lo stendardo), questo veniva usato solo all'aperto, e smise di essere usato nel 1943, lasciando i due governi rivali con la stessa bandiera, mentre entrambi sostenevano di essere il legittimo governo nazionalista della Cina.
La bandiera venne specificata nell'Articolo Sei della Costituzione del 1947, ma venne bandita nella Cina continentale dopo la vittoria comunista del 1949.
Il 23 ottobre 1954, l'Atto per l'emblema nazionale e la bandiera nazionale della Repubblica di Cina (「中華民國國徽國旗法」) venne promulgato dal Yuan legislativo per specificare dimensioni, misure, proporzioni, produzione e gestione della bandiera.

## Simbolismo
Nella bandiera "Cielo blu con un Sole bianco" di Lu Hao-tung, i dodici raggi del Sole bianco simboleggiavano i dodici mesi e le dodici ore cinesi tradizionali (時辰, shíchén), ognuna delle quali corrisponde a due delle nostre ore (小時 xiǎoshí, che significa letteralmente: "piccola shí"). Sun Yat-sen aggiunse alla bandiera la "Terra rossa", che rappresentava il sangue dei rivoluzionari che sacrificarono se stessi per rovesciare la Dinastia Qing e creare la Repubblica di Cina. Assieme, i tre colori della bandiera, corrispondono ai tre Principi del Popolo:
- Il bianco rappresenta il sostentamento della famiglia,
- Il blu rappresenta la democrazia,
- Il rosso rappresenta il nazionalismo.

Il cantone blu e bianco della bandiera della Repubblica di Cina, viene usato come bandiera di partito del Kuomintang. La bandiera ha sviluppato un simbolismo aggiuntivo, a causa dell'unico e controverso status politico di Taiwan. Ad un livello la bandiera rappresenta un chiaro simbolo che Taiwan non è governata dallo stesso governo della Cina continentale, poiché questa bandiera è differente da quella della Repubblica Popolare Cinese.
Allo stesso tempo, poiché venne usata in precedenza come bandiera di tutta la Cina, la bandiera è diventata simbolo di continuità con gli ideali del nazionalismo cinese e della riunificazione cinese, ed è divenuta inoltre simbolo di una connessione sia storica che attuale con la Cina continentale. In aggiunta, la bandiera deriva dallo stemma del Kuomintang, e il colore del campo è associato con i colori di partito del Kuomintang.
Alcuni cinesi vendono la bandiera come espressione del nazionalismo e dell'orgoglio cinese combinati con la simultanea disapprovazione per l'attuale regime comunista. Inoltre, la bandiera può simboleggiare l'identificazione con, e l'ammirazione per, il pensiero politico di Sun Yat-sen e i suoi "Tre Principi del Popolo".
Ironicamente, data l'associazione della bandiera con il nazionalismo cinese, in opposizione all'indipendenza di Taiwan, la bandiera della Repubblica di Cina ha recentemente trovato un inaspettato alleato nella Repubblica Popolare Cinese. Questa ha criticato i gruppi indipendentisti taiwanesi per il loro desiderio di abolire la bandiera della Repubblica di Cina, e ha implicato che passi legali per giungere a ciò porterebbero ad azioni dure (e forse militari), da parte della RPC. Mantenere la bandiera della Repubblica di Cina è uno degli elementi della dichiarazione "Quattro no e un senza", fatta da Chen Shui-bian.
Comunque, la presenza della bandiera della Repubblica di Cina a Taiwan, sottolinea il fatto che Taiwan e le altre isole sotto del territorio della Repubblica, ricadono sotto la giurisdizione di un governo distinto da quello della Cina continentale, la Repubblica Popolare Cinese. L'uso della bandiera della Repubblica di Cina viene appoggiato anche dai più estremi sostenitori dell'indipendenza taiwanese, come i membri dell'Unione di Solidarietà di Taiwan, quando enfatizzano i sistemi indipendentemente governati e i territori della Repubblica di Cina su Taiwan e della Repubblica Popolare Cinese sulla Cina continentale.

## Usi
Nei primi anni della repubblica, sotto la tutela del Kuomintang, la bandiera aveva la stessa importanza della bandiera di partito del Kuomintang. Un'immagine comunemente affissa consisteva della bandiera del Kuomintang a sinistra e di quella della Repubblica di Cina a destra del ritratto del Padre della Nazione Sun Yat-sen. Durante gli incontri tra il Kuomintang e il Partito Comunista Cinese, durante la guerra civile, la bandiera della Repubblica di Cina, veniva mostrata con la stessa posizione di quella della Repubblica Sovietica Cinese. In seguito la legge sulla bandiera specificò che doveva essere mostrata orizzontalmente e recare un ritratto di Sun Yat-sen al centro del campo rosso. Questa modalità di esposizione esiste ancora oggi, ed è quella usata quando il presidente e il vice presidente prestano giuramento.
La bandiera è presente ovunque a Taiwan. L'alzabandiera e l'ammainabandiera vengono cerimoniosamente accompagnati dalla Canzone della bandiera nazionale, mentre i presenti restano sull'attenti, e la salutano portando la mano destra tesa all'altezza del sopracciglio destro. Agli scolari viene tradizionalmente richiesto di partecipare ai raduni mattutini in cui viene issata la bandiera, dopo un'esecuzione dell'Inno nazionale della Repubblica di Cina. Prima degli anni '80, quando a Taiwan venne tolta la legge marziale, a tutti i veicoli era richiesto di fermarsi se passavano vicino ad una cerimonia della bandiera.

La bandiera del Comitato Olimpico della Cina Taipei, viene usato al posto della bandiera della Repubblica di Cina nei Giochi Olimpici.

Di solito non si vede la bandiera della Repubblica di Cina agli incontri internazionali ai quali partecipa la Repubblica Popolare Cinese, a causa delle pressioni di quest'ultima sullo status politico di Taiwan, che risulta nella scarsa influenza politica della Repubblica di Cina in tali circoli. In questi casi la Repubblica di Cina viene rappresentata con uno pseudonimo (solitamente "Cina Taipei") e sventola una bandiera disegnata specificamente per l'organizzazione. Il disegno di tali bandiere è solitamente incentrato sul logo della Repubblica di Cina su sfondo bianco. Ciò per evitare di contraddire la posizione della RPC, secondo cui la Repubblica di Cina è un'entità defunta e che il suo governo su Taiwan è illegittimo. Questo veto si applica effettivamente anche agli spettatori — durante un incontro di ping pong alle olimpiadi estive di Atlanta del 1996, la polizia arrestò uno studente per aver sventolato la bandiera della Repubblica di Cina.
Comunque, il riscaldarsi delle relazioni tra Cina e Taiwan, ha fatto sì che durante una visita in Cina del leader del Kuomintang, presidente Lien Chan, nell'aprile 2005, la bandiera della Repubblica di Cina venisse mostrata nelle cerimonie in onore di Sun Yat-sen, alle quali partecipavano funzionari di governo e di partito del Kuomintang e del Partito Comunista Cinese.
L'uso della bandiera a Taiwan riflette la controversia che sta dietro al suo simbolismo. Anche se i sostenitori moderati dell'indipendenza taiwanese, come il presidente Chen Shui-bian, esibiscono e salutano la bandiera in occasioni ufficiali di stato, questa non si vede mai ai raduni politici del Partito Progressista Democratico. Questo avviene, non solo per la sua associazione con la Cina continentale, ma anche perché la bandiera contiene elementi della bandiera di partito del Kuomintang. Per contro, la bandiera della Repubblica di Cina è sempre bene in vista ai raduni della Coalizione pan-azzurra. Questa differenze si estende ai colori predominanti che si vedono ai raduni. I raduni della Coalizione pan-azzurra danno prominenza ai colori della bandiera della Repubblica di Cina, con grandi quantità di blu e minori di rosso. I raduni dei partiti inclini all'indipendenza sono dominati dal verde, mentre blu e rosso non compaiono.
I sostenitori più decisi dell'indipendenza di Taiwan, incluso l'ex presidente Lee Teng-hui, hanno chiesto l'abbandono della bandiera, e ci sono diversi disegni alternativi per una bandiera di Taiwan. Comunque, la possibilità che ciò avvenga non è molto alta, dato che il cambio della bandiera richiede un emendamento alla costituzione, che l'attuale bandiera ha molto supporto tra i sostenitori della Coalizione pan-azzurra ed è accettata con rancore dai sostenitori moderati dell'indipendenza, e che un cambio potrebbe causare tensioni politiche con la Repubblica Popolare. Durante le elezioni politiche del 2004, venne ventilato che se la Coalizione pan-Verde avesse vinto, avrebbe costretto il Kuomintang a cambiare l'emblema di partito per differenziarlo dalla bandiera. La proposta suscitò controversie per qualche giorno e venne poi rapidamente abbandonata.